# Talmassons
Talmassons (friülà Talmassons) és un municipi italià, dins de la província d'Udine. L'any 2007 tenia 4.196 habitants. Limita amb els municipis de Bertiolo, Castions di Strada, Lestizza, Mortegliano, Pocenia i Rivignano. Comprèn les particions de Flambro (Flambri), Flumignano (Flumignan) i Sant'Andrat (Sant Andrât).

## Administració
| Període | Identitat           | Partit        |
| ------- | ------------------- | ------------- |
| 2004-   | Anna Maria Toneatto | Llista cívica |

## Personatges il·lustres
- Pacifico Valussi, geògraf.